# Gnophos wanensis
Gnophos wanensis är en fjärilsart som beskrevs av Eugen Wehrli 1936. Gnophos wanensis ingår i släktet Gnophos och familjen mätare. Inga underarter finns listade i Catalogue of Life.